# Beretta BM59
El Beretta BM59 es un fusil de combate italiano basado en el M1 Garand, teniendo como principal característica un cargador extraíble.

## Desarrollo
Tras la Segunda Guerra Mundial, Italia adoptó el fusil estadounidense M1 Garand calibre 7,62 mm y también lo produjo bajo licencia. Este fusil semiautomático demostró su efectividad durante la Segunda Guerra Mundial, pero a finales de la década de 1950 ya era considerado anacrónico y obsoleto, además que las Fuerzas Armadas italianas necesitaban un nuevo fusil para emplear el cartucho 7,62 x 51 OTAN.
Para cumplir estos requisitos, Beretta diseñó el BM59, que básicamente es un M1 recalibrado y equipado con un cargador extraíble de 20 cartuchos, un bípode plegable y un apagallamas-bocacha lanzagranadas. El BM59 tiene un selector de fuego y puede disparar en modo semiautomático y automático.
El BM59 fue adoptado en 1959, sirviendo en los ejércitos de Italia, Argentina, Indonesia y Marruecos. A inicios de la década de 1980 se importaron versiones semiautomáticas a los Estados Unidos, que fueron vendidas a coleccionistas particulares. Cabe mencionar que los primeros BM59 fueron fabricados empleando piezas del M1 estadounidense, inclusive cañones recalibrados.  
En 1990, el BM59 fue reemplazado en Italia por los fusiles de asalto Beretta AR70/90.

## Variantes
El BM59 tiene diversas variantes militares y civiles, que incluyen a las siguientes:

### Militares
- BM59 Mark I: tiene culata y guardamano de madera, con un semi-pistolete.
- BM59 Mark II: tiene culata y guardamano de madera, con un pistolete para tener un mejor control del fusil al disparar en modo automático.
- BM59 Mark III: o Ital TA (conocido también como Truppe Alpine), era un fusil con pistolete y una culata metálica plegable para las tropas de montaña. El BM59 Para era similar al BM59 Ital TA, pero estaba destinado a los paracaidistas. Estaba equipado con un cañón más corto y un apagallamas.
- BM59 Mark IV: tiene un cañón pesado, con culata y guardamano de plástico. Fue empleado como ametralladora ligera.

### Civiles
Los fusiles BM62 y 69 son armas de caza a las cuales se les ha quitado la bocacha lanzagranadas y las miras mecánicas, con las siguientes características:
- BM62: Fusil semiautomático, que solamente puede emplear un cargador de 10 cartuchos.[4] No tiene bípode ni compensador.[3]
- BM69: Fusil semiautomático con un bípode y un compensador triple.[3]

## Usuarios
- Argelia[5]
- Argentina: Los empleó en la guerra de las Malvinas (Infantería de Marina).[3]
- Baréin[5]
- Eritrea[5]
- Etiopía[5]
- Indonesia: Fabricado bajo licencia en la Fábrica de Armas de Bandung.[3]
- Italia[5]
- Libia[5]
- Marruecos[5]
- Nigeria: Fabricado bajo licencia por Defense Industries Corporation.[6]
- Somalia[7]